# باول كيلي (مؤرخ)
باول كيلي (بالإنجليزية: Paul Kelly)‏ هو مؤرخ أسترالي، ولد في 11 أكتوبر 1947 في سيدني في أستراليا.

## وصلات خارجية
- بول كيلي على موقع IMDb (الإنجليزية)
- بول كيلي على موقع قاعدة بيانات الفيلم (الإنجليزية)